# Auguste de Montferrand
Auguste de Montferrand (Parigi, 23 gennaio 1786 – San Pietroburgo, 10 luglio 1858) è stato un architetto francese.

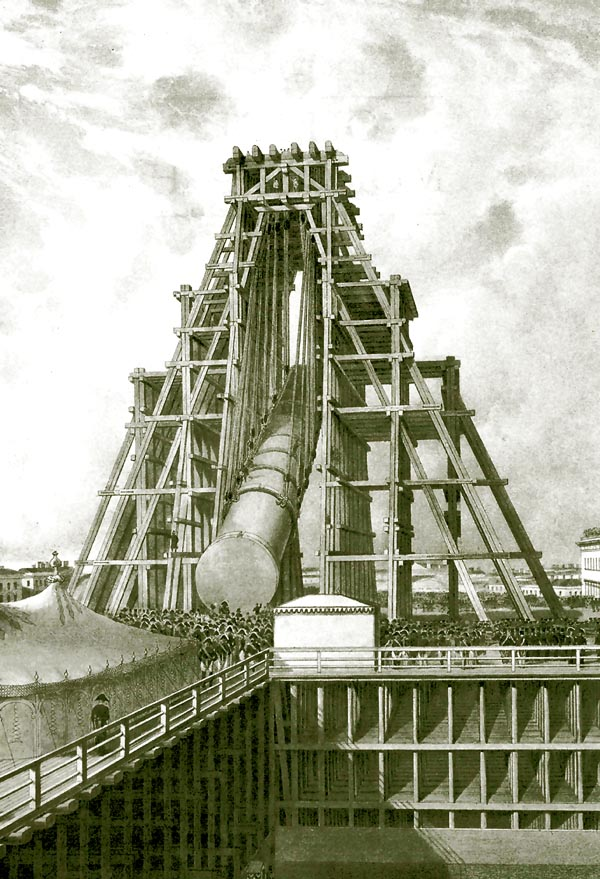
Sistema di Montferrand per sollevare una colonna

Nacque il 23 luglio 1786 nel quartiere di Trocadéro - Chaillot, a Parigi e fu un esponente del neoclassicismo. La sua opera principale è la Cattedrale di Sant'Isacco di San Pietroburgo, alla quale lavorò per oltre quarant'anni, senza vederne la fine perché morì nel 1858, poco prima della fine dei lavori.

## Biografia

### Famiglia
Montferrand nacque a Chaillot (attualmente nel XVI arrondissement di Parigi). Alla nascita gli venne dato il nome di Henri Louis Auguste Leger Ricard dit de Montferrand; il de aristocratico fu, con tutta probabilità, un'invenzione dei genitori. Decenni dopo, Montferrand ammise nel suo testamento che, anche se suo padre possedette la proprietà di Montferrand, il titolo era discutibile "e se c'è qualche dubbio, posso accettare altri nomi, primo tra tutti Ricard, come mio padre". Il padre, Benois Ricard, era un addestratore di cavalli e morì quando Auguste era ancora bambino. Il nonno, Leger Ricard, era un ingegnere. La madre, Marie Françoise Louise Fistioni, si risposò con Antoine de Commarieux, cui viene accreditata l'educazione di Auguste.

### Istruzione e servizio militare
Nel 1806, Montferrand si iscrisse all'ex Accademia d'architettura, frequentando insieme a Charles Percier e Pierre Fontaine. Ben presto, fu arruolato nell'Armata di Napoleone, e prestò servizio per un breve periodo in Italia. Nel 1812 Montferrand sposò Julia Mornais. Nell'anno successivo, venne di nuovo arruolato nel momento in cui le forze della coalizione antifrancese stavano per sopraffare il maresciallo Laurent de Gouvion-Saint-Cyr a Dresda. Montferrand prestò con onore servizio in Turingia e venne decorato con la Legion d'onore per il valore dimostrato nella Battaglia di Hanau.

### Inizi della carriera
Al termine delle ostilità, era fuori discussione la necessità di nuove costruzioni nella Francia sconfitta. Montferrand prestò la sua opera in poco importanti occasioni di lavoro, trascorrendo tre anni nella stesura di progetti elementari e cercando opportunità all'estero. Nel 1815, Montferrand ottenne di essere ricevuto da Alessandro I di Russia e poté presentare allo Zar una raccolta dei suoi progetti. La Russia, uscita vittoriosa dall'invasione napoleonica, se presentava ricca di opportunità.
Nell'estate del 1816, Montferrand si trasferì a San Pietroburgo, avendo in tasca una lettera di raccomandazione di Abraham Louis Breguet. Affittò una camera in un palazzo vicino all'abitazione di Fyodor Wigel, segretario della Commissione per le Costruzioni, e si presentò ad Agustín de Betancourt, il presidente di questa Commissione (e socio di Breguet negli anni novanta del Settecento). Betancourt, ben impressionato dalla lettera di Breguet e dai disegni di Montferrand, offrì a questi l'incarico di Capo dei Disegnatori, ma Montferrand preferì un incarico inferiore di disegnatore senior. Il 21 dicembre del 1816 ufficialmente entrò a servizio dell'Amministrazione Russa.
Nel 1836 venne incaricato dallo Zar Nicola I del recupero e dell'esposizione della grande campana "Zar Kolokol" del peso di oltre 180 tonnellate che dal 1737 giaceva dentro la fossa di fusione nella odierna piazza del Cremlino a Mosca.

## Edifici
Il nome di Montferrand resta legato a San Pietroburgo. Tuttavia, lavorando con Betancourt, progettò costruzioni per Mosca, Odessa e Nižnij Novgorod. Il suo primo più importante progetto, il Liceo di Odessa, non poté essere realizzato per carenza di fondi. Anche i suoi progetti per il Maneggio di Mosca del 1825 e per le fontane di Mosca del 1823 vennero abbandonati (questi progetti vennero eseguiti da Giuseppe Bove e Ivan Vitali).

### Fiera di Nižnij Novgorod (1817-1825)

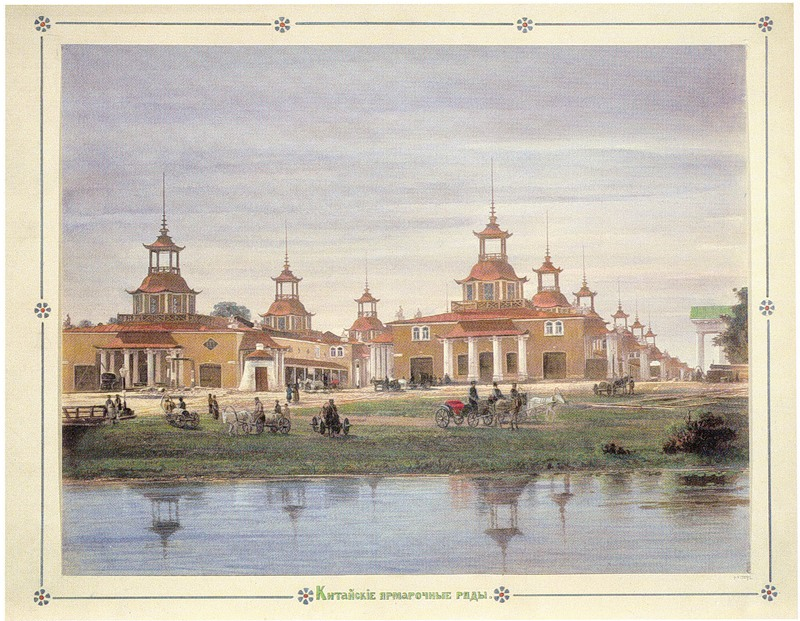
Padiglioni Cinesi, Fiera di Nižnij Novgorod

Nel 1816, un incendio fortuito distrusse la Fiera di Makarev. La fiera venne spostata a Nižnij Novgorod, attrezzata con provvisori padiglioni in legno. Betancourt visitò il luogo nel 1817 e propose un progetto per ricostruire in muratura la Fiera nell'arco di quattro anni e con una spesa di sei milioni di rubli. Alessandro I lo approvò, a scapito della ricostruzione del Palazzo d'Inverno.

Montferrand, in qualità di architetto capo rispondeva a Betancourt che gestì personalmente il progetto. Montferrand iniziò i lavori con il fabbricato a due piani per gli uffici. Questo progetto tradizionale neoclassico fu caratterizzato da colonne con capitelli adornati con caducei. La fiera era composta da 8 fabbricati angolari a due piani e da 48 file di edifici commerciali . Il complesso fieristico terminava con una fila di quattro padiglioni alla "Cinese", ciascuno dei quali era coperto con tetto a pagoda, con sullo sfondo la neoclassica Cattedrale del Salvatore, il tutto era circondato con un ampio fossato detto il Canale di Betancourt - una precauzione contro gli incendi.

Nonostante la carenza di manodopera e materiali, la Fiera aprì nel mese di luglio del 1822. Lavori di rettifica vennero condotti fino al 1825 e vennero spesi altri 3,5 milioni di rubli. La Fiera funzionò fino al 1930; gran parte degli edifici vennero abbattuti durante il regime Sovietico. La Cattedrale del Salvatore resiste ancora.

### Cattedrale di Sant'Isacco (1816-1858)

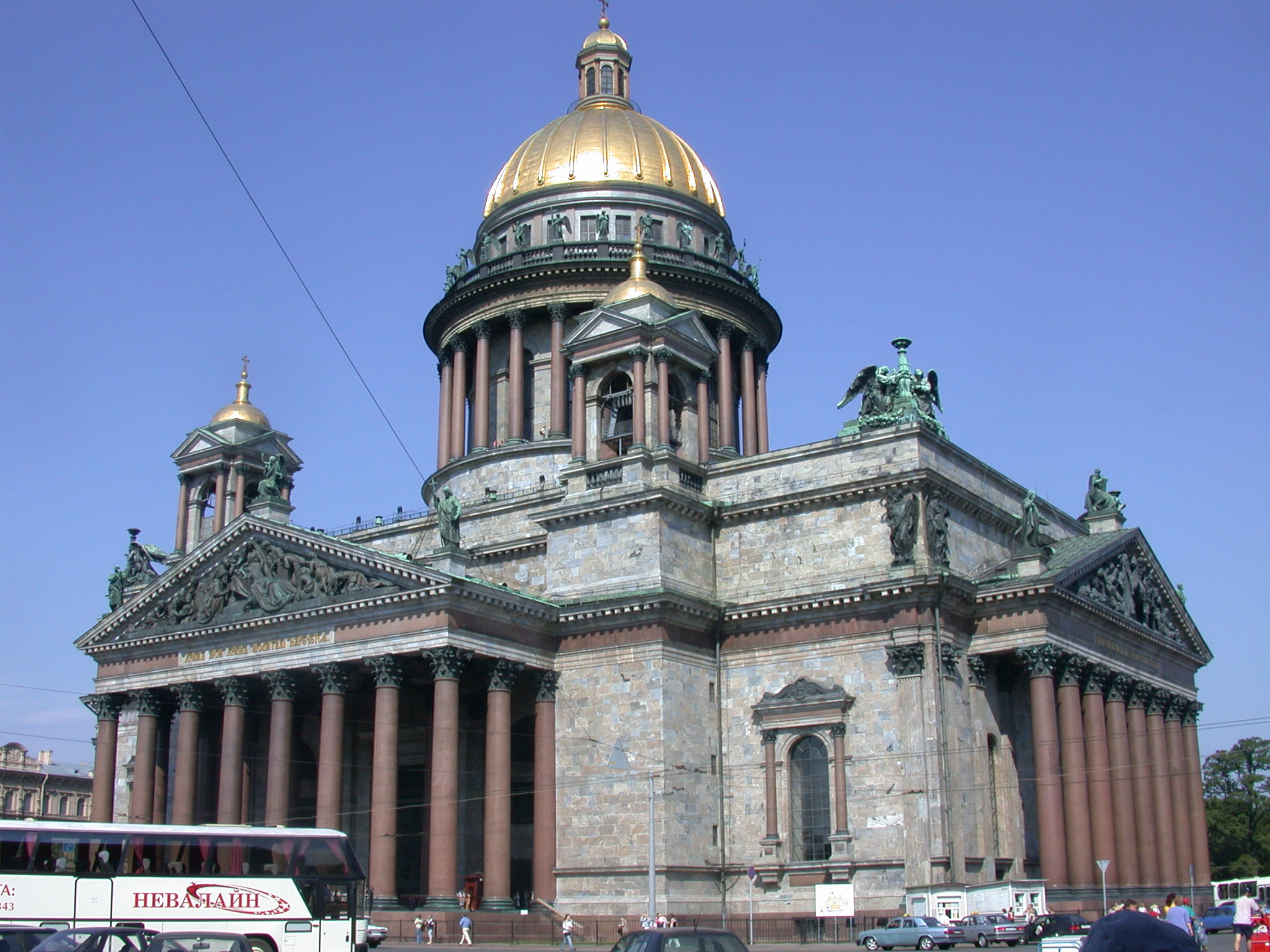
Cattedrale di Sant'Isacco

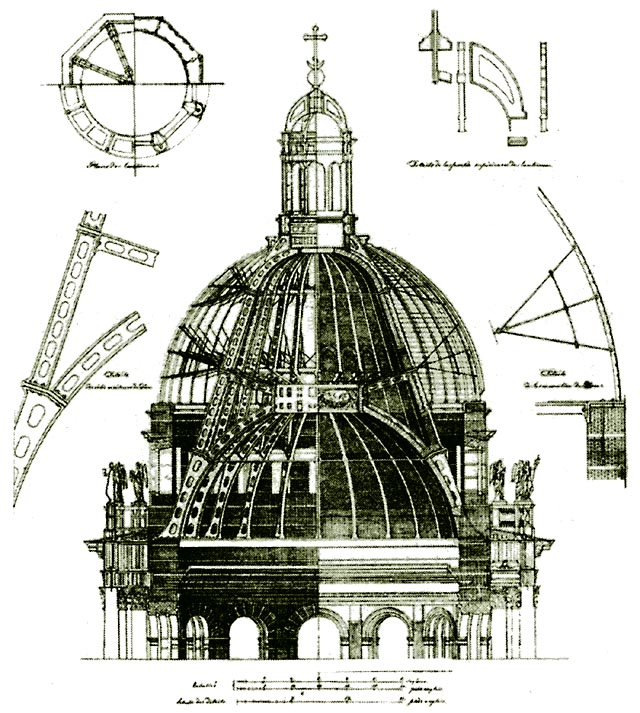
Struttura della cupola, 1838

La precedente cattedrale di Sant'Isacco, progettata da Antonio Rinaldi nel 1768, venne parzialmente completata da Vincenzo Brenna nel 1802. Nel 1816, Alessandro I incaricò Betancourt di trovare un architetto che fosse in grado di ricostruire la cattedrale; Betancourt indicò Montferrand. Quattro originali proposte, che utilizzavano quanto più possibile della vecchia struttura, vennero scartati; il quinto venne approvato nel febbraio del 1818. La rivalità sorta fra gli architetti di corte bloccò temporaneamente il progetto fra il 1821 e il 1825.
La prima decisione di Montferrand fu quella di ricorrere a un tipo di fondamento a lastra invece di un perimetro di pilastri. Le fondamenta richiesero cinque anni di lavori. Un altro grosso problema da risolvere fu quello della fornitura di 48 colonne di granito per il portico principale; per portare a termine questo lavoro ci vollero più di dieci anni. Le colonne vennero sbozzate nelle cave finlandesi di Fredrikshamn, quindi spedite su chiatte e rifinite sul luogo di costruzione una per una, usando un gigantesco tornio ideato da Montferrand. Le colonne vennero erette nel periodo 1828-1830; per la loro lucidatura ci vollero altri quattro anni. Nello stesso periodo, i muratori completarono le pareti principali e i soffitti a volta.
Montferrand rischiò di morire nel novembre del 1837, mentre gli operai stavano sollevando le colonne della cupola del peso di 64 tonnellate a un'altezza di più di 48 metri. Gli operai che gli erano vicino riuscirono ad afferrarlo al volo mentre cadeva dalle impalcature.
Il progetto della cupola fu un'altra novità di Montferrand. Prima della cupola di Sant'Isacco, la struttura in acciaio esterna era accoppiata alla struttura interna in muratura. Montferrand propose una struttura di tripla cupola tutta in metallo, dove sulla cupola mediana conica si scaricava il peso più leggero delle strutture interna ed esterna. Questo accorgimento ridusse il peso stimato della cupola da 7 440 a 2 680 tonnellate (progetto del 1838), un'ulteriore riduzione di 600 tonnellate si ottenne nella realizzazione del progetto. La cupola, completata nel 1841, venne a costare 2 milioni di rubli in meno delle previsioni iniziali.
Altri 16 anni trascorsero per le decorazioni della cattedrale. Montferrand ingaggiò artisti quali Karl Brjullov e i suoi fratelli, Peter Clodt von Jürgensburg, Ivan Vitali, comunque sotto il controllo della occhiuta burocrazia della Accademia di Stato. Direttore dei lavori fu l'architetto svizzero Domenico Adamini (1792–1860).
La cattedrale fu inaugurata il 30 maggio del 1858, ricorrenza del genetliaco di Pietro I.

### Colonna di Alessandro (1829-1834)

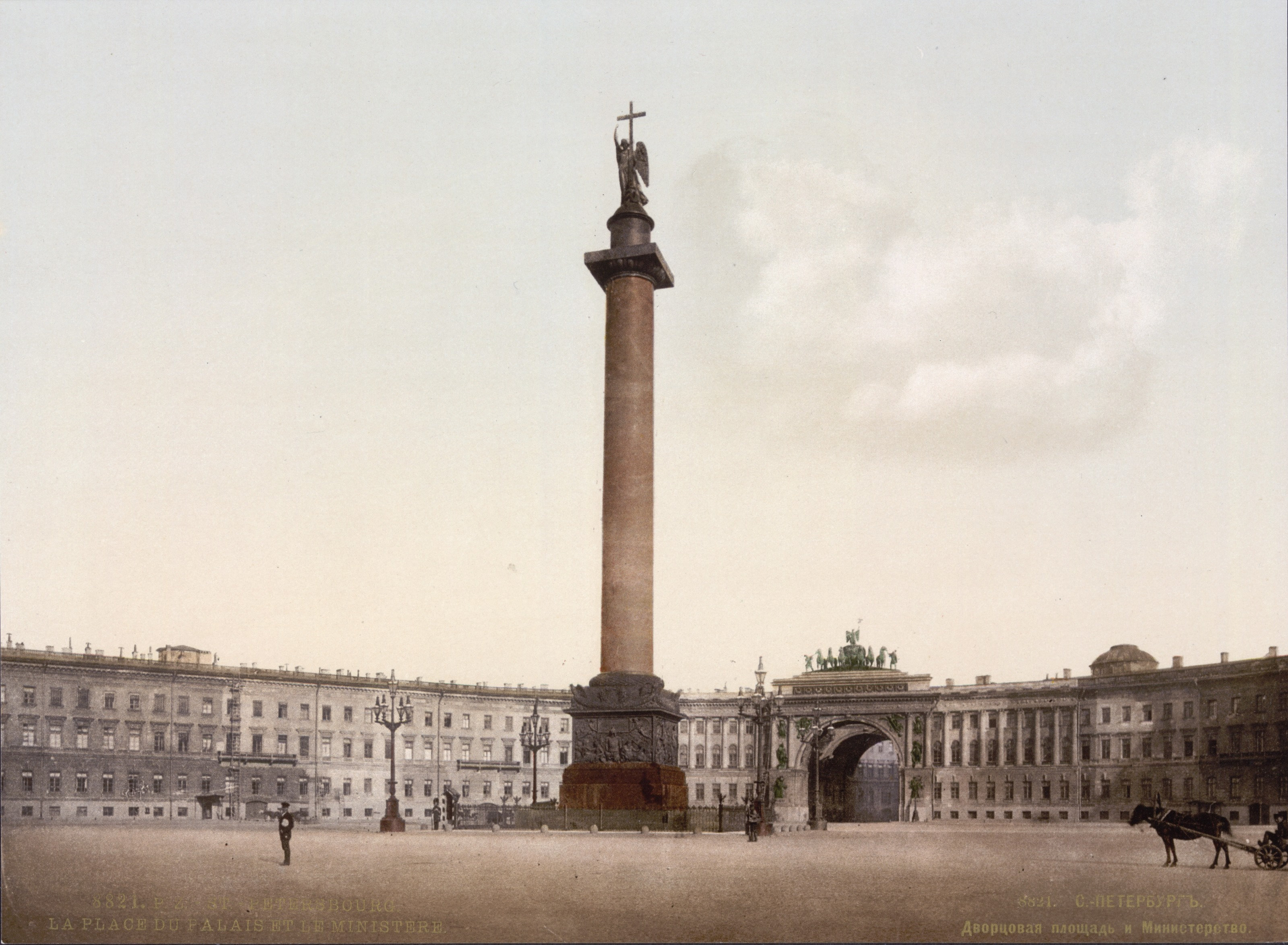
Colonna di zar Alessandro I

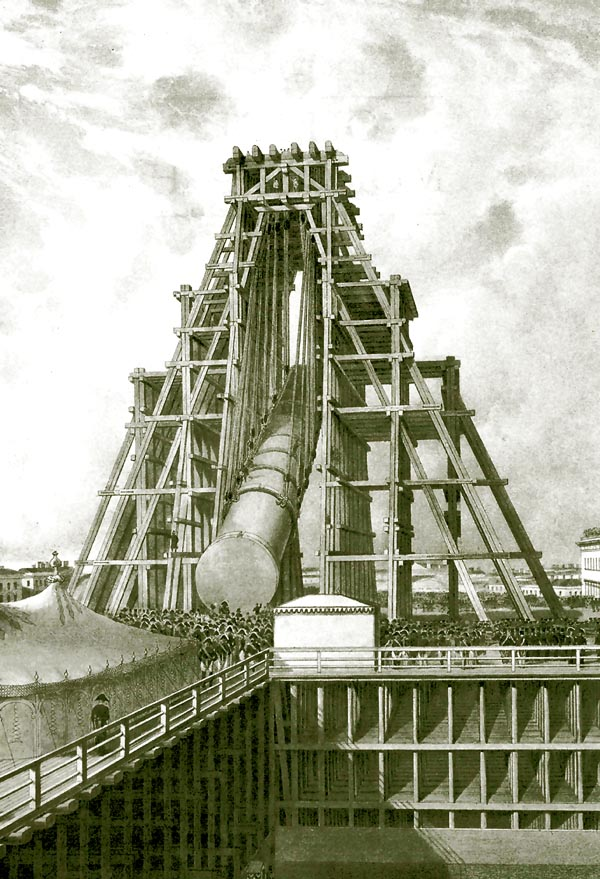
Sollevamento della colonna, 1832

Montferrand progettò un monumento in forma di colonna con in cima una croce in onore del defunto Alessandro I; in un secondo momento, al posto della croce venne posto un angelo. La spesa venne stimata in 1,2 milioni di rubli. La colonna del peso di 600 tonnellate venne estratta dalle cave finlandesi di Fredrikshamn, situate a più di 190 km da San Pietroburgo, e trasportata con delle chiatte. Vari critici predissero che la colonna si sarebbe spaccata una volta estratta dalla cava, ma la precedente esperienza fatta da Montferrand con le colonne della chiesa di Sant'Isacco persuase lo zar Nicola I all'approvazione del progetto nel dicembre del 1829.
Montferrand scelse l'impresa per il lavoro nella cava nel mese di marzo del 1830 dopo un'accesa gara di appalto che consentì di abbattere il costo della colonna da 420 000 a 150 000 rubli. Il lavoro d'intaglio durò un anno e mezzo e nel settembre del 1831 la colonna venne senza problemi distaccata dalla roccia. Nell'aprile del 1832 gli intagliatori completarono il lavoro sulla colonna e iniziarono a preparare il percorso dalla cava al punto di imbarco. L'imbarco sulla chiatta per poco non finì in catastrofe. La colonna si spezzò sulla rampa di carico e per poco non precipitò sulla chiatta; ci vollero 300 operai per rimetterla in sesto sull'imbarcazione.
Nel frattempo, a San Pietroburgo squadre di operai preparavano le fondazioni e le impalcature; il costo previsto raddoppiò fino a 2 milioni e mezzo di rubli. Montferrand chiamò un totale di 2 090 persone fra soldati, ufficiali ed esperti operai per erigere la colonna che venne al fine sollevata il 30 agosto 1832. Precisamente due anni dopo, il monumento venne inaugurato da Nicola I.
Nel periodo 1836-1837, Montferrand completò la piazza del Palazzo con una recinzione e lumi a gas. Egli preparò cinque differenti progetti per l'edificio che chiudeva il lato orientale della piazza, ma la costruzione dell'edificio del Corpo di Guardia venne assegnata ad Aleksandr Brjullov.

### Completamento della Cattedrale e della piazza di Kazanskij (1827-1837)
In qualità di architetto capo del più grande sito di costruzioni in San Pietroburgo, Montferrand supervisionò per conto dello Stato molte altre opere architettoniche, in modo particolare i lavori di riparazione della Cattedrale della Nostra Signora di Kazan'. La cattedrale venne costruita nel periodo 1801-1811 da Andrej Voronichin. Nel 1827, cominciarono a crollare le scultura in gesso e le infiltrazioni nel tetto minacciavano di rovinare gli affreschi e i pavimenti. Nicola I incaricò Montferrand di riparare il tetto, sostituire i pavimenti e installare statue e decorazioni più durevoli. Montferrand supervisionò la realizzazione dell'affresco dei Quattro Evangelisti, tuttavia non riuscì ad ottenere da Konstantin Thon la realizzazione della nuova iconostasi. 

Montferrand, in qualità di architetto della cattedrale, provvide alla sistemazione scenografica della piazza adiacente e progettò i monumenti a Kutuzov e Barclay de Tolly. Le statue vennero realizzate da Boris Orlovskij, mentre i piedistalli furono opera di Vasilij Petrovič Stasov.

### Monumento a Nicola I (1856-1859)

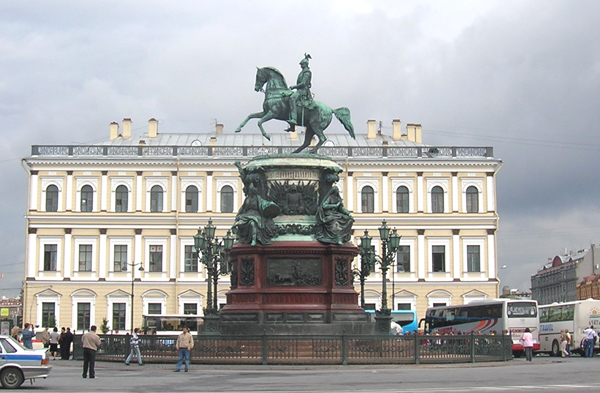
Il Monumento allo zar Nicola I è una delle poche statue equestri esistenti con solo due punti di appoggio.

Il Monumento a Nicola I fu l'ultima opera di Montferrand, che gli venne commissionata nel maggio del 1856 da Alessandro II. Le fondamenta e il piedistallo se vennero realizzati con materiali rimasti dalla costruzione della chiesa di Sant'Isacco. La statua equestre venne commissionata a Peter Clodt von Jürgensburg. Clodt completò il modello nell'estate del 1857. La prima colata in bronzo andò persa per la rottura dello stampo; la seconda colata per la statua avvenne nel febbraio del 1859 - dopo la morte di Montferrand.

### Altri edifici
- Palazzo Lobanova-Rostovskaja, San Pietroburgo, 1817-1821 (poi ricostruito)
- Casa Kočubej, San Pietroburgo, ricostruzione e interni, 1818
- Chiesa all'interno dell'Ammiragliato Russo, 1821
- Arredo urbano del quartiere storico di Catherinehof, 1821-23 (demolito)
- Casa del Conte Litta, San Pietroburgo, 1833 (demolita)
- Casa di proprietà di Montferrand, in seguito passata ai Demidov, San Pietroburgo, 1835 (demolita)
- Casa Demidov, in seguito sede ambasciata d'Italia, San Pietroburgo, 1836-1840 (interni andati distrutti)
- Casa di Montferrand, San Pietroburgo 1836-1846 (Lungofiume Moika, 86)
- Casa Lerch, San Pietroburgo, 1838
- Casa di Montferrand, Isola Aptekarskij, San Pietroburgo, 1840
- Interni del Palazzo d'Inverno, 1827-1828 ed anni successivi
- Tomba di Betancourt, 1824, Cimitero Smolensloye, San Pietroburgo
- Tomba di Louise Fistioni (madre di Montferrand), 1823, Cimitero di Montmartre, Parigi

## Vita privata

### Collezione d'arte

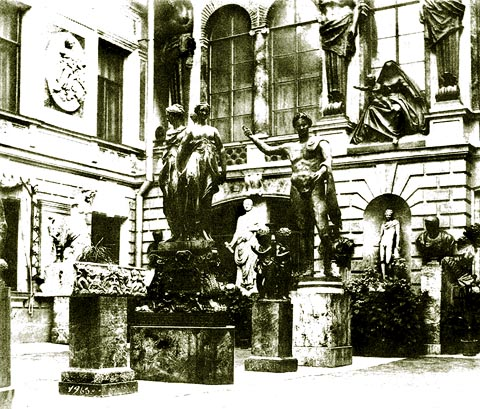
Collezione di Montferrand, cortile interno della sua casa, fotografia del 1853. La statua della Madonna venne scolpita dal contemporaneo Ivan Vitali

Monferrand divorziò dalla prima moglie subito dopo essersi trasferito a San Pietroburgo. Le spese per il divorzio e uno stile di vita stravagante gli procurarono un sacco di debiti; nel 1831 riuscì ad avere un finanziamento da parte dell'Amministrazione dello Zar. Nel 1834 gli venne concessa una pensione vitalizia e una somma forfettaria di 100 000 rubli, con questi soldi riuscì a far fronte a tutte le pendenze e a costruirsi una casa. Man mano che le sue finanze migliorarono, Montferrand divenne un frenetico collezionista d'arte e mise insieme 110 statue Greche e Romane e centinaia di altri oggetti minori. Testimoni riferiscono che "ogni domenica dalle 9 del mattino fino ad ora di pranzo passava il tempo a riposizionare le statue, utilizzando 25 operai". Quando Monferrand morì, il Museo dell'Ermitage non riuscì ad acquistare la collezione che così andò dispersa.

### Secondo matrimonio
Nel 1835, Montferrand sposò Elise Debonniere, un'attrice giunta a San Pietroburgo nove anni prima. La relazione iniziò nel 1820 e duro sino alla morte di lui. Montferrand adottò Henri, nipote di Elise.

### Morte
Auguste de Montferrand morì a San Pietroburgo nel 1858, l'anno in cui venne completata la cattedrale di San Isacco. La sua volontà di essere sepolto nella cripta di quella chiesa non poté essere esaudita, perché egli non era di religione ortodossa. Le spoglie vennero spedite in Francia e sepolto a Parigi nel Cimitero di Montmartre, vicino ai resti di sua madre. La tomba, un tempo creduta persa, venne identificata nel 1986 nel settore Chemin des Gardes. Sulla tomba vi era il nome della madre Louise Fistioni e le iniziali di Montferrand AM.